# 用賀
用賀（日语：／ Yōga */?）是日本東京都世田谷區的地名、町名，也指東急田園都市線用賀站為中心的區域。住居表示（新制的地址編號系統）實施前的舊用賀包含了現在的用賀、上用賀、玉川台、瀨田一部分、砧公園一部分。2019年9月1日，用賀有人口15,385人。

## 歷史
江戶時代以前為大山街道的宿場町、真福寺的門前町，規模龐大且繁榮。根據新編武藏國風土記，永祿、元龜年間後北條氏家臣飯田帶刀之子飯田圖書開發此地。
於1889年，荏原郡用賀村與周邊各村合併，成為玉川村大字用賀。1932年，編入東京市，成為世田谷區玉川用賀町。於1936年，相鄰的北多摩郡砧村編入東京市世田谷區，而砧村大字大藏的飛地則編入玉川用賀町。1969年，東名高速道路全線正式通車。1969年5月11日 東急玉川線（玉電）廢線，用賀停留所及專用軌道廢止。
於1971年，住居表示實施，町域變更。1977年4月7日，鄰近舊用賀停留所的東急新玉川線（東京地下鐵11號線）用賀站開業。1993年，舊玉電車庫用地改建的世田谷商業廣場（世田谷ビジネススクエア）開幕。建造地上29層的SBS塔。於1994年，櫻新町至用賀間的舊玉電專用軌道改建的道路通車。站前巴士總站開始運作。2000年8月6日，新玉川線與田園都市線合併、改稱。

### 地名由來
傳聞「用賀」（ようが；Yōga）是由此地真福寺山號瑜伽山（ゆがさん；Yugasan）的「瑜伽」轉變而來。

## 主要道路
用賀站與砧公園、世田谷美術館之間設有用賀步道（用賀プロムナード）。人行磚上刻有百人一首。步道暱稱為「甍道」（いらか道），路旁種有樹木，環境優美，吸引連續劇來此拍攝取景。步道內還用石頭疊作出河流。
用賀地區在大山通與世田谷通之間的東西向道路以編號命名，為用賀條通。
一般道
- 國道246號（玉川通）
- 東京都道3號世田谷町田線（世田谷通）
- 東京都道311號環狀八號線（環八通）
- 東京都道427號瀨田貫井線（舊大山街道）
- 舊大山街道（國道246號舊道）
- 用賀中町通
- 砧公園通
- 西用賀通
- 用賀七條通

高速道路
- 首都高速道路3號澀谷線：用賀出入口
- 東名高速道路：東京IC（起點）

兩條道路互相連接。

## 周邊
行政機關
- 世田谷區役所用賀出張所（用賀）
- 玉川消防署用賀出張所（玉川台）
- 玉川警察署用賀交番（用賀），馬事公苑前駐在所（上用賀）
- 國立醫藥品食品衛生研究所（上用賀）
- 用賀駐屯地（上用賀）

教育、文化設施
- 世田谷區立京西小學校（用賀）
- 世田谷區立櫻町小學校（用賀）
- 世田谷區立用賀小學校（上用賀）
- 世田谷區立用賀中學校（上用賀）
- 東京都立櫻町高等學校（用賀）
- 駒澤大學高等學校（上用賀）
- 戶板中學校、戶板女子高等學校（用賀）
- 世田谷區立上用賀兒童館（上用賀），玉川台兒童館（玉川台）
- 世田谷區立玉川台圖書館（玉川台）

區民設施
- 用賀地區會館（用賀）
- 用賀區民集會室（用賀）
- 玉川區民会館別館上用賀藝術廳（上用賀）
- 玉川台區民中心（玉川台）

醫院
- 關東中央醫院（上用賀）

外國使館
- 坦尚尼亞大使館（上用賀）

公園
- 馬事公苑（上用賀）
- 砧公園（砧公園）

寺社
- 真福寺（真言宗智山派）（用賀）
- 無量寺（淨土宗）（用賀）
- 用賀神社（用賀）

河川、池沼
- 谷澤川
- 品川用水
- 上之溜池
谷澤川上游櫻丘的宇山地區小丘所湧出的水匯集而成。現上用賀6-23附近。
- 天神溜池
享保5年，為蓄存品川用水的分水而建造的水池。名字來自鄰近的寺社，水流入谷澤川。分水停止後改為利用品川用水的漏水，昭和時代因耕地重整而填埋。現上用賀1-8、9、26號附近。
- 田頭池
品川用水的漏水所匯集的水池。因位於田前而得名，水流入谷澤川。現上用賀4-9附近。
- 中丸池
現在自然觀察林的水池。流入谷澤川。
- 金田屋之池、村山池
玉川台附近的小溪（現已暗渠化）所形成的水池。全部的小溪流入谷澤川。

公司行號
- 世田谷商業廣場：鄰接用賀站。29層的高樓與其他大樓所組成。1993年完成。為東京近郊的辦公商區。
- FM世田谷（エフエム世田谷）
- 東急Comunity（東急コミュニティー）：該公司總部設址於世田谷商業廣場。
- 日本卡特彼勒：總部設在世田谷商業廣場。
- 京瓷：其東京用賀事業所設於玉川台環八通。

## 備註
1. 1 2 3  .   [2013-10-01]. （原始内容存档于2014-07-19）.
2. 1 2  用賀－その地名の由来 的存檔，存档日期2013-10-04.
3. ↑  用賀の歴史 - 用賀ナビ 的存檔，存档日期2013-10-04.
4. ↑  .   [2013-10-01]. （原始内容存档于2021-01-26）.
5. ↑   「瑜伽」是梵文「Yoga」的音譯，傳聞是來自鎌倉時代開設瑜伽道場，眞福寺的山號在昭和二十年代以前為實相山。然而這項說法沒有確切證據。
6. ↑  用賀ネット 的存檔，存档日期2013-10-04.「用賀条通り」